# Lista de prefeitos de Campina Grande
Esta é a lista de prefeitos do município de Campina Grande, estado brasileiro da Paraíba. 
Até 1895, as funções executivas de Campina Grande eram exercidas pelo Conselho Municipal. Em 2 de março de 1895, o cargo de Prefeito Municipal foi criado, pela Lei Estadual nº 27, sendo o primeiro prefeito de Campina o major Francisco Camilo de  Araújo e o primeiro vice-prefeito Silvino Rodrigues de Sousa Campos. 
Somente em 1947 a população passou a escolher os prefeitos da cidade diretamente, através das eleições. O atual prefeito do município é Bruno Cunha Lima.
O cargo de prefeito no Brasil, foi criado em 11 de abril de 1835, pela assembleia provincial paulista, em reação aos amplos poderes conferidos pelo Código de Processo Criminal de 1832 às câmaras municipais. Seguiram o exemplo paulista seis províncias do nordeste brasileiro (Alagoas, Ceará, Maranhão, Paraíba, Pernambuco e Sergipe).
Sob a vigente ordem constitucional, essa designação é dada ao funcionário público do Poder Executivo municipal, que exerce seu cargo em função de uma legislatura (mandato), sendo para tanto eleito a cada quatro anos, podendo ser reeleito por mais 4 anos (segundo mandato).
Funções
O poder executivo municipal chefia a administração e comanda os serviços públicos, tendo como comandante o prefeito.
A partir da constituição brasileira de 1934, o cargo de prefeito passou a ser o único, em todo o Brasil, ao qual estão atribuídas as funções de chefe do poder executivo do governo local, em simetria aos chefes dos executivos da União e do estado, portanto, em forma monocrática. Este texto quer dizer que deverá haver harmonia e integração de ação entre as esferas envolvidas sem a intervenção de uma na outra, exceto nos casos previstos na Constituição Federal.
Eleições
O prefeito é eleito por sufrágio universal, secreto, direto, em pleito simultâneo em todo o País, realizado a cada quatro anos, no primeiro domingo de outubro.
E trinta dias após tem lugar o segundo turno, se o eleito em primeiro lugar não atingir 50% dos votos válidos mais um voto, no caso de municípios com mais de duzentos mil eleitores.
Conforme a legislação eleitoral atual no Brasil para tornar-se elegível, exige-se uma série de requisitos;
- Possuir nacionalidade brasileira ou portuguesa (neste caso, o cidadão português deve se encontrar amparado pelo Estatuto de Igualdade entre Portugueses e Brasileiros),
- Título de eleitor em dia e estar em gozo pleno do exercício dos direitos políticos,
- Domicilio eleitoral na circunscrição na qual o candidato se apresenta,
- Filiação partidária,
- Ser alfabetizado (tópico invalidado pela atual constituição brasileira de 1988),
- Desincompatibilização de cargo público — Se ocupa um cargo público deve sair seis meses antes das eleições e voltar caso possa só após seis meses ao pleito eleitoral,
- Renúncia de outro mandado até seis meses antes do pleito e não ser parente afim ou consangüíneo, até segundo grau, ou cônjuge de titular de cargo eletivo; pode, entretanto, ser candidato à reeleição (artigo 14 da Constituição),
- Ter idade mínima de 21 anos.

| Nº | Nome                                                                             | Imagem                | Partido                              | Início do mandato      | Fim do mandato                                             | Observações                                              |
| -- | -------------------------------------------------------------------------------- | --------------------- | ------------------------------------ | ---------------------- | ---------------------------------------------------------- | -------------------------------------------------------- |
| 1  | Francisco Camilo de Araújo                                                       |                       | PR                                   | 2 de março de 1895     | 7 de janeiro de 1901                                       | Intendente                                               |
| 2  | João Lourenço Porto                                                              |                       | PL                                   | 7 de janeiro de 1901   | 14 de novembro de 1904                                     | Intendente                                               |
| 3  | Cristiano Lauritzen (Dinamarca, 11.11.1847–Campina Grande, 18.11.1923)           |                       | PP                                   | 14 de novembro de 1904 | 18 de novembro de 1923                                     | Intendente                                               |
| 4  | Juvino de Souza do Ó (Bom Jardim, 2.6.1868–Campina Grande, 12.1.1963)            |                       | PP                                   | 23 de novembro de 1923 | 23 de maio de 1924                                         | Intendente                                               |
| 5  | Ernani Lauritzen (1866–Campina Grande, 1.1.1955)                                 |                       | PP                                   | 23 de maio de 1924     | 13 de dezembro de 1928                                     | Intendente                                               |
| 6  | Lafayete Cavalcanti Correia de Melo                                              |                       | PRC                                  | 7 de fevereiro de 1929 | 20 de dezembro de 1932                                     | Prefeito nomeado                                         |
| 7  | Antônio Pereira de Almeida                                                       |                       | AL                                   | 20 de dezembro de 1932 | 8 de junho de 1934                                         | Prefeito nomeado                                         |
| 8  | Antonio Pereira Diniz (Alagoa Nova, 22.2.1908–Rio de Janeiro, 2.11.1984)         |                       | AL                                   | 27 de junho de 1934    | 12 de setembro de 1935                                     | Prefeito nomeado                                         |
| 9  | Bento Figueiredo                                                                 |                       | AL                                   | 12 de setembro de 1935 | 18 de dezembro de 1935                                     | Prefeito nomeado                                         |
| 10 | Vergniaud Wanderley (Campina Grande, 11.8.1905–20.11.1986)                       |                       | AL                                   | 18 de dezembro de 1935 | 1º de março de 1938                                        | Prefeito nomeado                                         |
| 11 | Bento Figueiredo                                                                 |                       | AL                                   | 4 de janeiro de 1938   | 20 de agosto de 1940                                       | Prefeito nomeado                                         |
| 12 | Vergniaud Wanderley                                                              |                       | AL                                   | 20 de agosto de 1940   | 1º de março de 1945                                        | Prefeito nomeado                                         |
| 13 | Severino Gomes Procópio                                                          |                       | PL                                   | 1º de abril de 1945    | 6 de novembro de 1945                                      | Prefeito nomeado                                         |
| 14 | Raimundo Viana de Macêdo                                                         |                       | PL                                   | 6 de novembro de 1945  | 22 de agosto de 1946                                       | Prefeito nomeado                                         |
| 15 | Anfrísio Ribeiro de Brito (São João do Cariri, 3.4.1902–João Pessoa, 26.12.1968) |                       | PL                                   | 22 de agosto de 1946   | 11 de outubro de 1946                                      | Prefeito nomeado                                         |
| 16 | Sabiniano Alves do Rêgo Maia (Vicência, 7.6.1903–João Pessoa, 12.4.1994)         |                       | UDN                                  | 14 de março de 1947    | 30 de outubro de 1947                                      | Prefeito nomeado                                         |
| 17 | Elpídio Josué de Almeida (Areia, 1.9.1893–Campina Grande, 26.3.1971)             |                       | UDN                                  | 30 de outubro de 1947  | 30 de novembro de 1951                                     | Prefeito eleito em sufrágio universal                    |
| 18 | Plínio Lemos (Areia, 3.4.1903–São Paulo, 23.4.1982)                              |                       | PL                                   | 30 de novembro de 1951 | 30 de novembro de 1955                                     | Prefeito eleito em sufrágio universal                    |
| 19 | Elpídio Josué de Almeida                                                         |                       | PSD                                  | 30 de novembro de 1955 | 30 de novembro de 1959                                     | Prefeito eleito em sufrágio universal                    |
| 20 | Severino Bezerra Cabral (Umbuzeiro, 4.12.1897–Campina Grande, 21.3.1970)         |                       | PSD                                  | 30 de novembro de 1959 | 30 de novembro de 1963                                     | Prefeito eleito em sufrágio universal                    |
| 21 | Newton Vieira Rique (Campina Grande, 28.5.1931–Rio de Janeiro, 27.8.1986)        |                       | PTB                                  | 30 de novembro de 1963 | 15 de junho de 1964                                        | Prefeito eleito em sufrágio universal                    |
| 22 | João Jerônimo da Costa (Campina Grande, 15.12.1923–Campina Grande, 7.9.2018)     |                       | UDN                                  | 15 de junho de 1964    | 30 de novembro de 1964                                     | Presidente da Câmara                                     |
| 23 | Williams de Souza Arruda (Campina Grande, 10.2.1922–2001)                        |                       | ARENA                                | 30 de novembro de 1964 | 31 de janeiro de 1969                                      | Vice-prefeito eleito no cargo de titular                 |
| 24 | Ronaldo Cunha Lima (Guarabira, 18.3.1936–João Pessoa, 7.7.2012)                  |                       | MDB                                  | 31 de janeiro de 1969  | 14 de março de 1969                                        | Prefeito eleito                                          |
| 25 | Orlando Almeida (Campina Grande, 17.9.1927–São Paulo, 2002)                      |                       | ARENA                                | 14 de março de 1969    | 14 de maio de 1969                                         | Vice-prefeito eleito no cargo de titular                 |
| 26 | Manoel Paz de Lima                                                               |                       | ARENA                                | 14 de maio de 1969     | 15 de julho de 1970                                        | Prefeito nomeado                                         |
| 27 | Luiz Motta Filho                                                                 |                       | ARENA                                | 15 de julho de 1970    | 31 de janeiro de 1973                                      | Prefeito nomeado                                         |
| 28 | Evaldo Cavalcanti da Cruz (Campina Grande, 21.8.1931–28.6.1985)                  |                       | ARENA                                | 31 de janeiro de 1973  | 31 de janeiro de 1977                                      | Prefeito eleito em sufrágio universal                    |
| 29 | Enivaldo Ribeiro (Campina Grande, 26.3.1935–)                                    |                       | ARENA (1977–1979) PDS (1979–1983)    | 31 de janeiro de 1977  | 31 de janeiro de 1983                                      | Prefeito eleito em sufrágio universal                    |
| 30 | Ronaldo Cunha Lima                                                               |                       | PMDB                                 | 31 de janeiro de 1983  | 31 de dezembro de 1988                                     | Prefeito eleito em sufrágio universal                    |
| 31 | Cássio Cunha Lima (Campina Grande, 5.4.1963–)                                    |                       | PMDB                                 | 1º de janeiro de 1989  | 1º de dezembro de 1992                                     | Prefeito eleito em sufrágio universal renunciou ao cargo |
| 32 | Francisco Lira (Cajazeiras, 22.1.1951–)                                          |                       | PMDB                                 | 1º de dezembro de 1992 | 31 de dezembro de 1992                                     | Vice-prefeito eleito no cargo de prefeito interino       |
| 33 | Félix Araújo Filho (Campina Grande, 24.10.1951–)                                 |                       | PMDB                                 | 1º de janeiro de 1993  | 31 de dezembro de 1996                                     | Prefeito eleito em sufrágio universal                    |
| 34 | Cássio Cunha Lima                                                                |                       | PMDB (1997–2001) PSDB (2001–2002)    | 1º de janeiro de 1997  | 31 de dezembro de 2000                                     | Prefeito eleito em sufrágio universal                    |
| 34 | Cássio Cunha Lima                                                                | 1º de janeiro de 2001 | PMDB (1997–2001) PSDB (2001–2002)    | 5 de abril de 2002     | Prefeito reeleito em sufrágio universal renunciou ao cargo |                                                          |
| 35 | Cozete Barbosa (Campina Grande, 25.2.1956–)                                      |                       | PT                                   | 5 de abril de 2002     | 31 de dezembro de 2004                                     | Vice-prefeita eleita no cargo de prefeita                |
| 36 | Veneziano Vital do Rêgo (Campina Grande, 17.7.1970–)                             |                       | PMDB                                 | 1º de janeiro de 2005  | 31 de dezembro de 2008                                     | Prefeito eleito em sufrágio universal                    |
| 36 | Veneziano Vital do Rêgo (Campina Grande, 17.7.1970–)                             | 1º de janeiro de 2009 | PMDB                                 | 31 de dezembro de 2012 | Prefeito reeleito em sufrágio universal                    |                                                          |
| 37 | Romero Rodrigues (Campina Grande, 9.1.1966–)                                     |                       | PSDB (2013–2019) PSD (2019–2022)     | 1º de janeiro de 2013  | 31 de dezembro de 2016                                     | Prefeito eleito em sufrágio universal                    |
| 37 | Romero Rodrigues (Campina Grande, 9.1.1966–)                                     | 1º de janeiro de 2017 | PSDB (2013–2019) PSD (2019–2022)     | 31 de dezembro de 2020 | Prefeito reeleito em sufrágio universal                    |                                                          |
| 38 | Bruno Cunha Lima (Campina Grande, 17.11.1990–)                                   |                       | PSD (2021–2023) União Brasil (2023–) | 1º de janeiro de 2021  | 31 de dezembro de 2024                                     | Prefeito eleito em sufrágio universal                    |
| 38 | Bruno Cunha Lima (Campina Grande, 17.11.1990–)                                   | 1º de janeiro de 2025 | PSD (2021–2023) União Brasil (2023–) | Atual                  | Prefeito reeleito em sufrágio universal                    |                                                          |